# Palacio del Marqués de Santa Cruz (Viso del Marqués)
El palacio del Marqués de Santa Cruz es un edificio situado en el municipio de Viso del Marqués (Ciudad Real), en la Comunidad autónoma de Castilla-La Mancha, en España. Fue construido a finales del siglo XVI por Álvaro de Bazán, primer marqués de Santa Cruz. Actualmente es la sede del Archivo General de la Marina.

## Historia
Se trata de uno de los dos palacios construidos por el marino Álvaro de Bazán, caballero de la Orden de Santiago, capitán del Mar Océano y almirante de la Marina española. Está situado al lado de la iglesia de Nuestra Señora de la Asunción, y desde el año 1948 es alquilado por parte de sus propietarios, los marqueses de Santa Cruz, a la Armada Española, quien primero lo destinó a Museo de la Marina Española y más tarde amplió sus funciones estableciendo también el Archivo General de la Marina.
El edificio era frecuentado por el primer marqués gracias a su ubicación, a medio camino entre Madrid, donde estaba la Corte, y Sevilla, a cuyo puerto acudía a menudo al mantener allí anclada la Armada Española, de la cual fue almirante durante el reinado de Felipe II.
El palacio estuvo a punto de ser destruido por las tropas austracistas de Edward Hamilton durante la Guerra de Sucesión Española a principios del siglo XVIII, salvándose por la actuación del capellán del marqués, el poeta Carlos de Praves, gracias a lo cual hoy podemos admirarlo. Sufrió algunos daños a causa del terremoto de Lisboa en 1755: hundió el techo del salón de honor, donde se había pintado el gran fresco que representaba la batalla de Lepanto, y desmochó las cuatro torres de las esquinas, que las crónicas de Felipe II describían como magníficas. En él podemos encontrar objetos marineros de la época. Llama la atención un mascarón de proa perteneciente a una nave que dirigió el marqués. Durante la Guerra de la Independencia, los franceses lo arrasaron, y para cuando llegó la Guerra Civil había servido de granero, colegio, establo, cárcel y hospital, hasta que en 1948 y a instancias de Julio Guillén Tato, director del Museo Naval, doña Casilda de Silva Fdez. de Henestrosa, descendiente de Álvaro de Bazán se lo rentó a la Armada por 90 años como museo-archivo, que es en la actualidad su función. Asimismo, en la iglesia parroquial aledaña hay un cocodrilo disecado de 4m de largo adosado a una de las bóvedas, que fue ofrecido por el marqués como exvoto al regreso de uno de sus viajes.
Entre marzo y abril de 1823, el rey Fernando VII pernoctó allí, tras abandonar Madrid rumbo a Sevilla, ante la entrada del contingente llamado los Cien Mil Hijos de San Luis, de cuya estancia Fernando VII no escribió ni una palabra en su diario del viaje.El palacio fue declarado Monumento Nacional en 1931 siendo restaurado a partir de 1948 por la Armada bajo la dirección del Almirante Guillén.

## Edificio

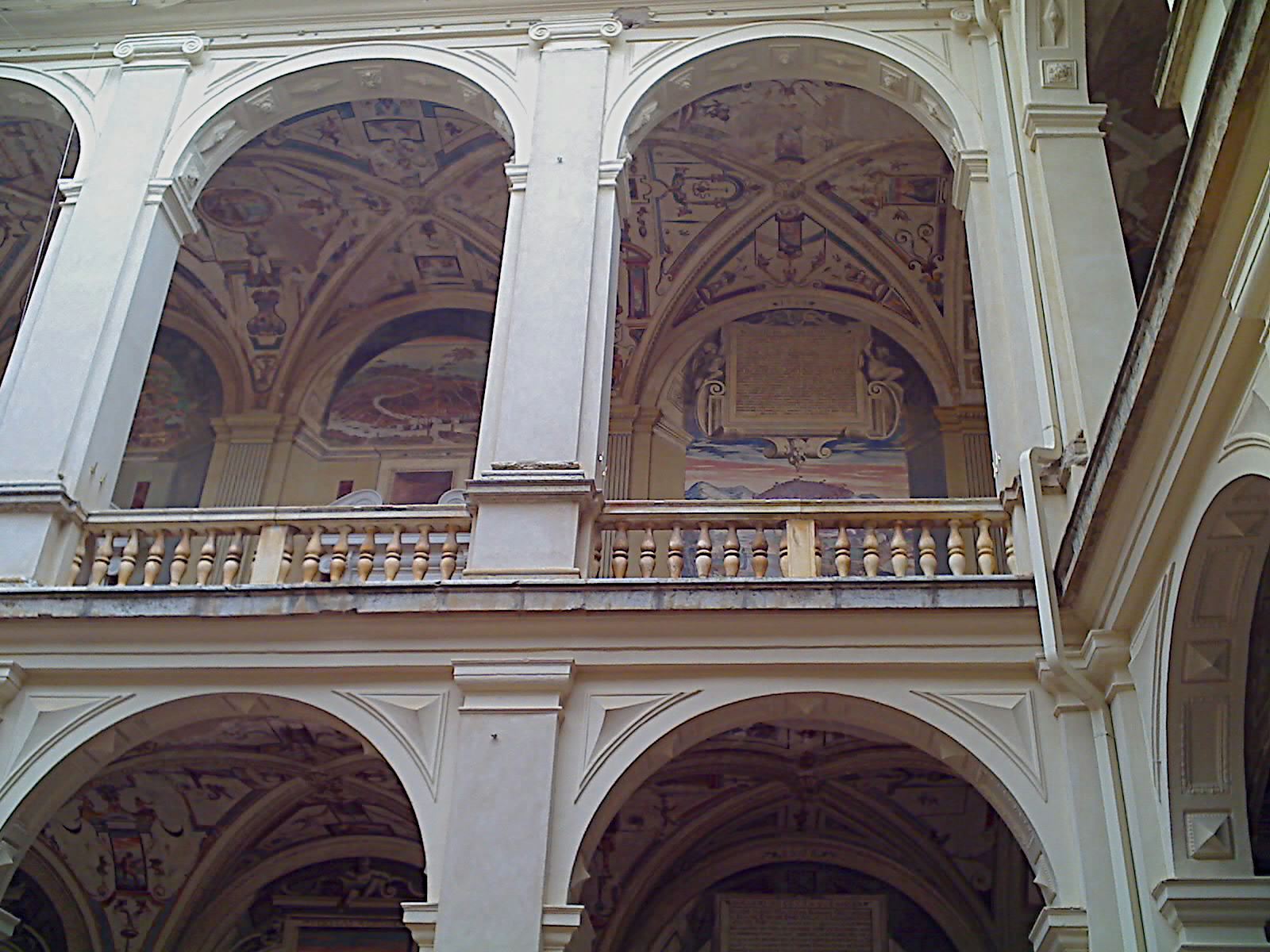
Patio interior del Palacio del Marqués de Santa Cruz.

Fue construido entre 1564 y 1586 con modificaciones posteriores, y se trata de un edificio de planta cuadrada y estilo renacentista articulado en torno a un atrio renacentista con una tumba yacente. Los muros y techos se hallan cubiertos de frescos de doble temática: por un lado, escenas mitológicas y, por otro, batallas navales y ciudades italianas relacionadas con la trayectoria militar del marqués y de sus familiares. Los frescos se deben a unos pintores manieristas italianos, los Péroli. Al verlos, Felipe II les encargaría trabajos para El Escorial y el Alcázar de Toledo.
Para levantarlo, el marqués contrató a un equipo de arquitectos, pintores y decoradores que trabajaron en la obra desde 1564 hasta 1586. Para algunos, el diseño del edificio se debió al italiano Giovanni Battista Castello, conocido como el Bergamasco, que más tarde trabajó en El Escorial; para otros lo trazó, al menos en su plan original, Enrique Egas el Mozo.
La arquitectura se percibe como típica española, sin las arquerías italianas, con paramentos lisos y torres cuadradas en las esquinas, influidos por la austeridad de El Escorial y el Alcázar de Toledo, dentro de las relaciones armónicas características del Renacimiento. El espacio central está ocupado por un patio porticado que junto con la escalera forma un conjunto típicamente manierista entendido como estilo elegante y cortesano que desborda el marco meramente arquitectónico. Contaba con cuatro torres que, al parecer, se derrumbaron a consecuencia del Terremoto de Lisboa de 1755.

## Pinturas

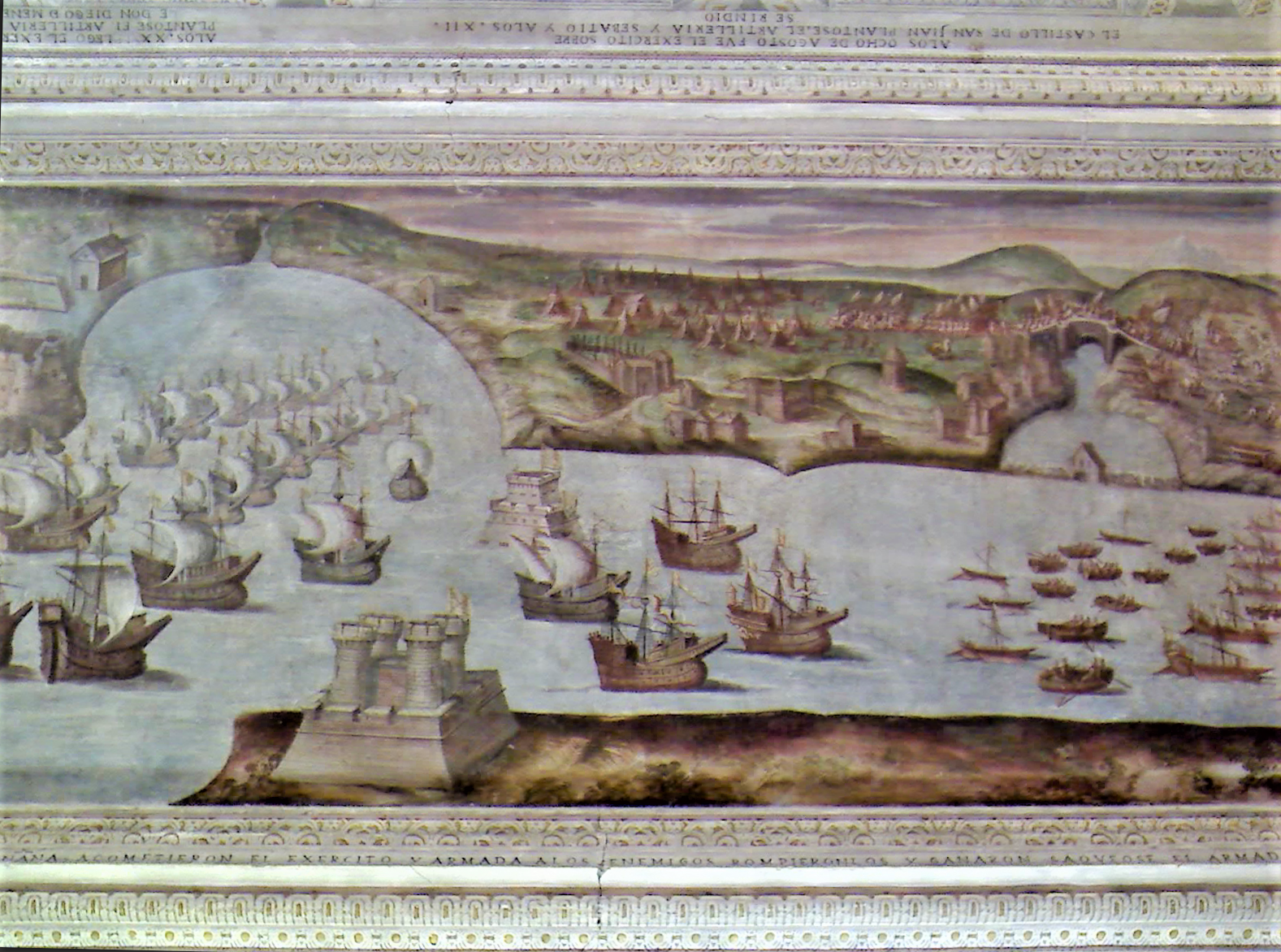
Batalla naval para la toma del Castillo de San Juan.

Las paredes están decoradas con 8.000 metros cuadrados de frescos manieristas elaborados por Giovanni Battista Peroli con Esteban Peroli y César de Bellis. Todos trabajaron para crear un espacio erigido a la mayor gloria de su dueño: por un lado, había que exaltar sus virtudes militares, y por el otro, enaltecer su linaje. Para lo primero, se pintaron en las paredes, las bóvedas y los techos del palacio vistas de ciudades y de puertos, así como los baluartes y las batallas en los que había conquistado su inmenso prestigio. A ambos lados de la escalera se ubicaron dos estatuas en las que aparecía representado como Neptuno
(dios de los mares, con su tridente) y como Marte (dios de la guerra), y sobre las puertas del piso superior se colocaron los fanales de popa de las naves capitanas vencidas en las batallas, que eran los trofeos de los marinos. Para elogiar su linaje, y siguiendo la misma tradición renacentista de representar a hombres como dioses o semidioses de la antigüedad, se pintó a los antepasados del marqués y a sus esposas (tuvo dos) e hijos.
Estos dos grupos de representaciones se aderezaron con trampantojos, pinturas que simulaban puertas, columnas y otros elementos decorativos y arquitectónicos; y también con motivos grutescos que incluían animales mitológicos, sabandijas y follajes. Conforme una temática muy variada que se puede interpretar como defensa del catolicismo defendido en Trento.

## Esculturas

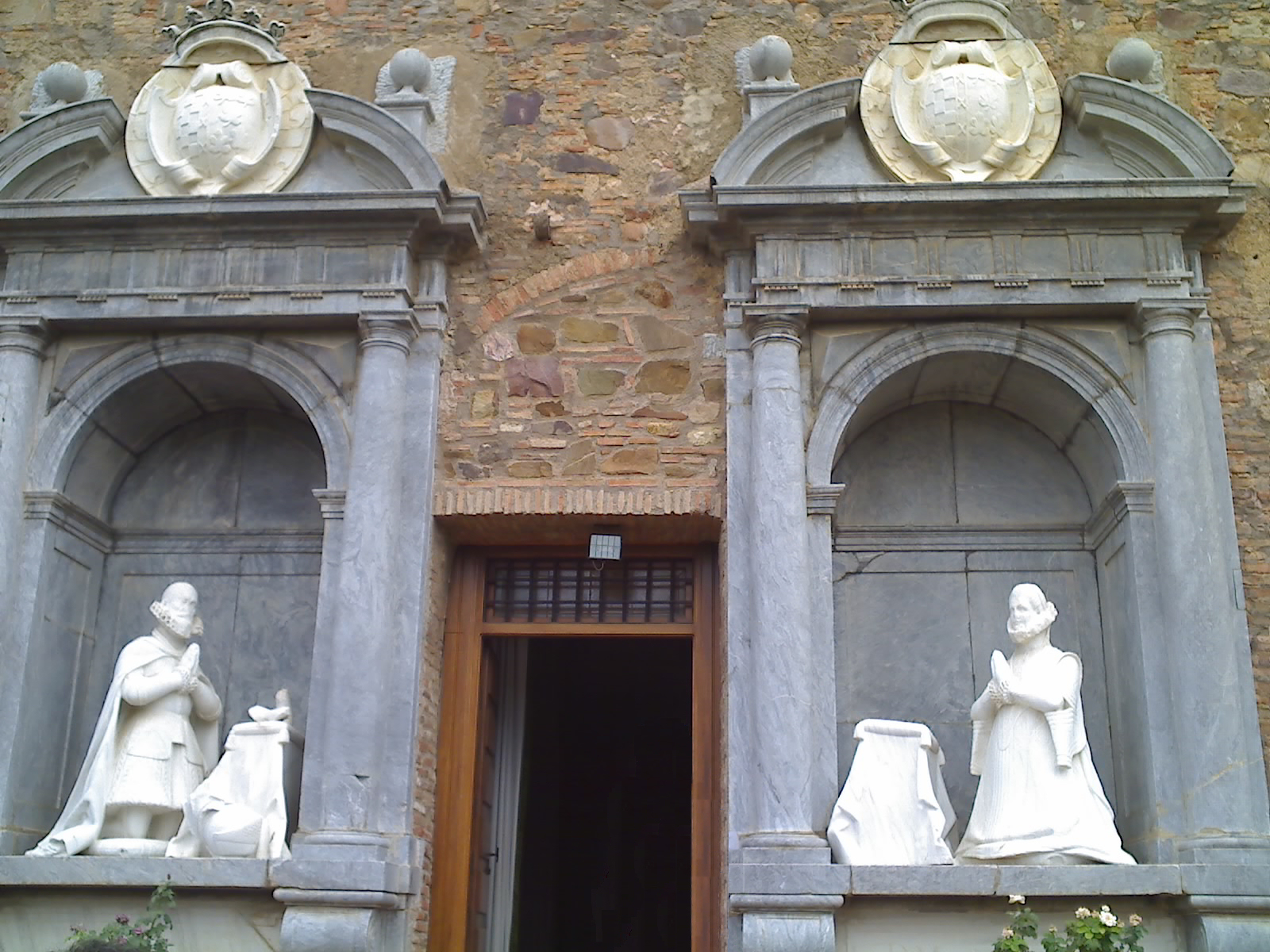
Esculturas sepulcrales de Alonso de Bazán y doña María de Figueroa.

Las estatuas sepulcrales de Alonso de Bazán (hermano de don Álvaro) y su esposa María de Figueroa, son el único ejemplo de escultura funeraria perteneciente al primer tercio del siglo XVII. Fueron ejecutados para el Monasterio de la Concepción que ocupaba la Comunidad de Religiosas Franciscas de El Viso del Marqués, ubicándose a día de hoy en el muro del Palacio más cercano a los jardines. Su creador fue Antonio de Riera, escultor relacionado con la corte de origen catalán. En ellas, aparecen los marqueses en actitud de orante, arrodillados en un reclinatorio, todo ello en mármol blanco que resalta sobre el mármol negro de los nichos. Se advierte en ellos cierta similitud con la elegancia y el clasicismo de los Leoni, a pesar de cierta rigidez formal, siendo de especial relevancia la forma en la que están ejecutadas las telas y el detalle de los vestidos.

## Archivo General de la Marina
El Archivo General de la Marina Española "Don Álvaro de Bazán" es un archivo español cuyos fondos custodiados corresponden a documentación de la Armada Española desde el siglo XVIII al siglo XX. Es un archivo de titularidad estatal, gestionado por el Ministerio de Defensa, con sede en este palacio. 

## Curiosidades
- El pago del alquiler sigue siendo un billete de una peseta de papel de 1953, porque el retrato que lleva impreso en el billete es el del propio Álvaro de Bazán. Para poder hacer frente al pago del alquiler durante los 90 años que dura el contrato, la Armada hizo acopio de decenas de estos billetes antes de que fueran retirados de la circulación.[7]
- Hay un dicho en Viso del Marqués que dice: “El marqués de Santa Cruz hizo un palacio en el Viso, porque pudo y porque quiso”.[8]
- En el palacio se han rodado series de televisión ("Cervantes") y películas ("El rey pasmado").